# 格利泽581
格利泽581（英語：Gliese 581）是一顆位於天秤座之M2.5V紅矮星，距離地球約20.4光年（193.9兆千米），處於天秤座β星以北約2度。在所有已知的恆星系統中，該恆星是第89個最接近于太阳系的恆星。質量方面估計約為太陽的1/3。

## 發現
這顆恆星備受注意的地方，在於人們於2007年4月發現了一顆處於適合生存區的小質量日外行星環繞恆星運行，這顆行星編號為「格利泽581c」。而根据2009年4月最新的观测结果表明，其另一颗行星格利泽581d同样位于适居带内，且根据其上的温室效应推算，该行星可能拥有供生命存在的液态水。研究者认为该行星可能存在“深且巨大的海洋”。
2010年9月29日，凯克天文台的天文學家又宣佈發現格利泽581f與格利泽581g，兩者都以近似圓形軌道運行。581g由於受到潮汐鎖定關係，永遠用同一面面對恆星，在日夜交界處（晨昏线）被推測可能擁有近似地球的溫度，極可能有液態水的存在。但在同年10月中旬舉行的行星系統天體物理學會議裡，瑞士日內瓦研究所的天文學家指出在格利泽581的適居帶域内並未發現該星系第五顆行星的任何信号，意味著格利泽581f、格利泽581g可能都不存在。加拿大英屬哥倫比亞大學的天文学家基于HARPS的观测数据则认为格利泽581最适宜存在5颗行星，它们环绕恒星运行的周期时间分别是3、5、13、67和400天，而公转周期为36天的格利泽581g并不存在。而根据美国高分辨率蝇眼探测器（HiRes）研究显示，格利泽 581拥有6颗行星的可能性误差达到99.9978%。 

## 恆星狀況

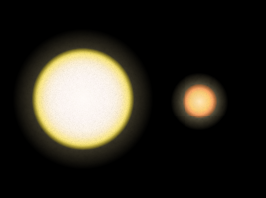
太陽（左）與格利泽581（右）的大小比較

「格利泽581」一名是取自格利泽近星星表，一個收錄了與地球的距離少於25秒差距的915顆恆星的星表。而「581」是其編號。這顆恆星的其他名稱包括（波恩星表，首個收錄格利泽581的星表）和（變星命名法）。不像天狼星或南河三，這顆恆星並沒有一個獨立的名稱。
格利泽581是一顆紅矮星，其恆星光譜奏分類為M3V。這顆恆星距離地球20.3光年，並在夜空中位於天秤座內最亮的恆星氐宿四以北2度。其質量為太陽質量的0.31倍，而半徑則是太陽半徑的0.29。這代表格利泽581比太陽輕69%，比太陽窄71%。
作為一個M級紅矮星，格利泽581的質量遠比太陽低，並因此在一個相對低很多的速度進行氫聚變。從這顆恆星的視星等和距離，天文學家估計其有效溫度為3200 K，且亮度為太陽的0.2%。這代表太陽比格利泽581亮500倍。 然而，一顆紅矮星，如格利澤581，的輻射主要是近紅外線，其波長為830納米，因此天文學家們可能低估了格利泽581的亮度。透過修正數據，天文學家們得出這顆恆星的亮度為太陽的1.3%。作為比較，太陽的有效溫度為5778 K，而波長則為530納米。因為其低表面溫度和體積，其適居帶也相比太陽較接近恆星。這代表行星需要比地球更接近恆星，才能接收相同的能量。其適居帶距離恆星的距離，約是太陽適居帶距離恆星距離的10%，即比水星與太陽的距離還要近。
格利泽581被歸類為變星中的天龍座BY型變星，並獲得這一變星專有的名稱。這顆恆星被視為一顆變星，全因其星斑與自轉之間的關係有變異。然而，格利泽581的恆星變異數據非常接近誤差範圍，因此格利泽581有可能是一個長期性變星。其平均亮度為太陽亮度的1%。格利澤581亦會釋放X射線。

## 行星

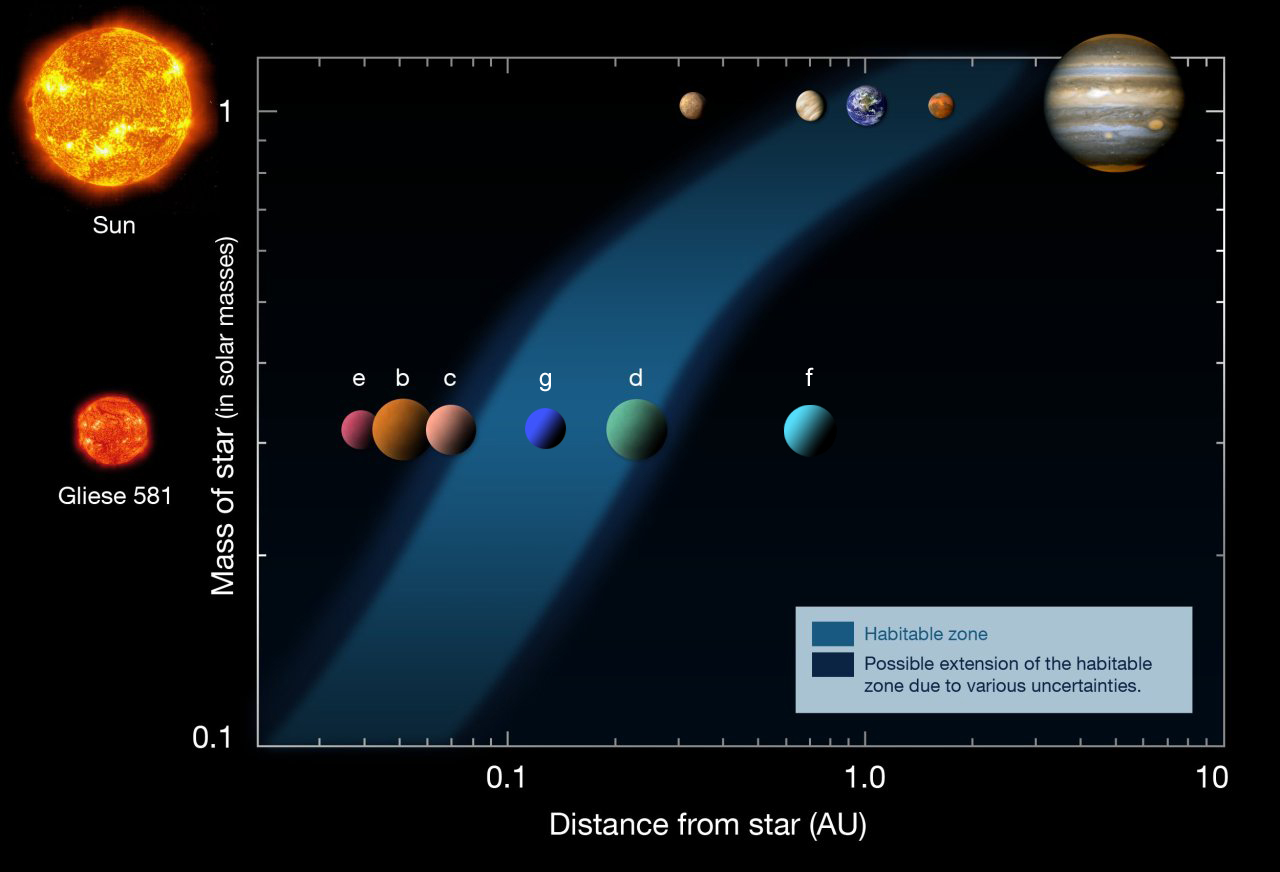
格利泽581行星系與太陽系的比較

格利泽581共有六顆行星，其中四顆已被確認，兩顆未被確認。
- 格利泽581e：质量约是地球的1.95倍，公轉只需约3.1日，温度極高，生命無法存活。[22]
- 格利泽581b：质量约是地球的16倍，公轉只需约5.4日，但温度太高，不适合维持生命。[20]
- 格利泽581c：与地球相似，但公转只需约13日。[20]
- 格利泽581d：质量约是地球的8~11倍，公转需约67日。可能拥有生命。[8][23]
- 格利泽581g：未被確認，质量约是地球的4倍，公轉只需约37日，可能擁有生命[24][25]。
- 格利泽581f：未被確認，质量约为地球的7倍大小，是一个巨大的类地行星或者类似于海王星，距离母星过远而寒冷。[26]

格利泽581的黃道是以其塵埃盤定義的，且傾斜角度介乎於的30◦至70◦之間。
關於格利泽581的行星數量，至今還沒有一個統一說法。在這些說法中，最少有三顆行星，最多有六顆行星。其中，格利泽581b是一個與海王星大小相近的行星，於2005年8月被發現，是第五個被發現環繞紅矮星公轉的行星。這顆行星的質量下限為地球質量的16倍，與海王星的質量（17.147地球質量）相近。但是，其軌道周期僅為5.4天，比海王星（165.17年）短極多。因為其距離母恆星過近，因此是一顆熱海王星。
另一顆行星，格利泽581c，則是在2007年4月被發現。天文學家指出，如果格利澤581c是一顆類地行星，那麼其半徑就是地球半徑的1.5倍，使之成為當時「體積最接近地球的系外行星」。
天文學家是無法直接測量其半徑的，因為它並沒有凌日。格利澤581c的質量約為地球質量的5倍（海王星的1/3），並且剛好位於母恆星適居帶的內緣。其平均黑體表面溫度估計介乎於-3 °C（假定為金星反照率）至40 °C （假定為地球反照率），但若果其大氣與金星相若，那麼其表面溫度會上升至500 °C。一些天文學家認為，格利泽581行星系可能曾經歷行星遷移，且格利泽581c很可能在凍結線外形成，且物理結構與木卫三相近。格利泽581c的軌道周期為13天。
天文學家透觀恆星，發現了第三顆行星格利泽581d。格利泽581d的質量約為地球質量的7倍，約為天王星的一半，且軌道周期為66.8天。其軌道剛好位於母恆星適居帶的外緣，令它成為一個可能存在系外碳基生命的行星。
天文學家於2009年4月21日宣佈他們發現了第四顆行星格利泽581e，且這顆行星於2012年9月被確認。這顆行星的質量下限大於地球90%，使之成為當時「環繞主序星公轉的質量最低的系外行星」。其軌道周期為3.15天。
於2012年11月27日，歐洲航天局宣佈赫歇爾空間天文台發現格利泽581擁有一個「位於25 ± 12 AU至超過60 AU」之間的彗星帶。這個彗星帶所包含的彗星比太陽系所包含的彗星多「至少10倍」。彗星帶的存在顯示0.75 AU以外並不可能存在任何土星大小的氣體巨行星。但是，天文學家又發現了一個未被確認的行星，該行星的質量與海王星相近，且半長軸為5 AU。

### 4行星說法（2009年）

4行星說法示意圖，其中c和d均有橢圓形的軌道

天文學家們透過製作格利澤581行星系的動態模擬，並假設它們的軌道是共面時，發現當行星的總質量高於估計質量下限1.6–2倍時，整個行星系就會變得不穩定。而且，天文學家們亦透過測量行星系模擬，得出行星e、b、c和d的質量上限為地球質量的3.1倍、30.4倍、10.4倍和13.8倍。這與測量灰塵盤黃道上限所得出的數據一致。
兩年後，高精度徑向速度行星搜索器收集了多一倍的數據，讓天文學家們能夠重新計算出行星的各種物理特徵。天文學家們最後得出行星e的軌道離心率較高，並同時降低了整個行星系的軌道傾角上限。
| 成員 (依恆星距離) | 质量                | 半長軸 (AU)         | 轨道周期 (天)       | 離心率              | 傾角 | 半径 |
| ----------------- | ------------------- | ------------------- | ------------------- | ------------------- | ---- | ---- |
| e                 | 1.95 – <3.1 M⊕      | 0.028               | 3.14945 ± 0.00017   | 0.32 ± 0.09         | —    | —    |
| b                 | 15.86 – <30.4 M⊕    | 0.041               | 5.36865 ± 0.00009   | 0.031 ± 0.014       | —    | —    |
| c                 | 5.34 – <10.4 M⊕     | 0.073               | 12.9182 ± 0.0022    | 0.07 ± 0.06         | —    | —    |
| d (未确认)        | 6.06 – <13.8 M⊕     | 0.22                | 66.64 ± 0.08        | 0.25 ± 0.09         |      |      |
| 彗星帶            | 25 ± 12 AU — >60 AU | 25 ± 12 AU — >60 AU | 25 ± 12 AU — >60 AU | 25 ± 12 AU — >60 AU | —    | —    |

### 6行星說法（2010年）

6行星說法示意圖

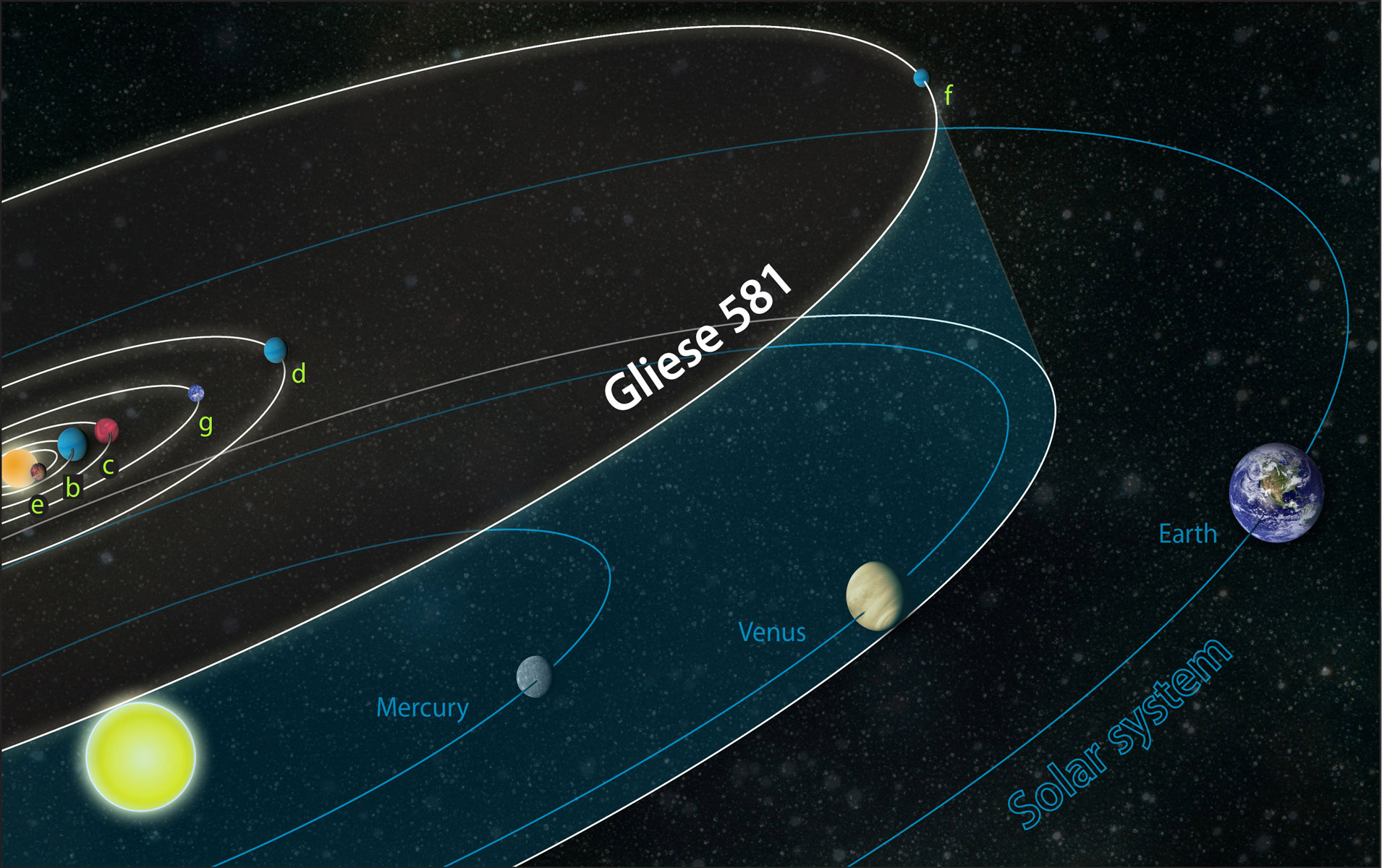
格利泽581行星系和太陽系行星軌道比較圖（由国家科学基金会繪製）

於2010年9月29日，在凱克天文台工作的天文學家提出格利泽581行星系還包含額外兩顆行星，格利泽581f和格利泽581g。這些天文學家是透過結合高分辨率階梯光柵光譜儀和高精度徑向速度行星搜索器所收集得來的數據計算出這兩顆行星的物理特徵。獲其中一位發現者稱為的格利泽581g，其質量為地球質量的3至4倍，軌道週期為37天，並且剛好位於格利泽581的適居帶內。儘管如此，g很可能被潮汐鎖定，即其中一面永遠朝向恆星。
但是，6行星說法的參數都是假定這些行星的軌道離心率為零。儘管如此，軌道離心率的變化對這些參數的影響不大。
在國際天文學聯合會第276次專題討論會中，天文學家指出行星g並沒有利用高精度徑向速度行星搜索器的數據進行搜索，而行星f和g均被太陽系外行星百科全書列為未確認行星。
在往後的三年裡，其他天文學家進行了外次針對行星f和g的研究，並發現f和g並不存在，但上述研究至今仍被部份天文學家質疑。
| 成員 (依恆星距離) | 质量                | 半長軸 (AU)           | 轨道周期 (天)       | 離心率              | 傾角 | 半径 |
| ----------------- | ------------------- | --------------------- | ------------------- | ------------------- | ---- | ---- |
| e                 | ≥1.7 M⊕             | 0.0284533 ± 0.0000023 | 3.14867 ± 0.00039   | 0                   | —    | —    |
| b                 | ≥15.6 M⊕            | 0.0406163 ± 0.0000013 | 5.36841 ± 0.00026   | 0                   | —    | —    |
| c                 | ≥5.6 M⊕             | 0.072993 ± 0.000022   | 12.9191 ± 0.0058    | 0                   | —    | —    |
| g (未确认)        | ≥3.1 M⊕             | 0.14601 ± 0.00014     | 36.562 ± 0.052      | 0                   |      |      |
| d (未确认)        | ≥5.6 M⊕             | 0.21847 ± 0.00028     | 66.87 ± 0.13        | 0                   |      |      |
| f (未确认)        | ≥7.0 M⊕             | 0.758 ± 0.015         | 433 ± 13            | 0                   |      |      |
| 彗星帶            | 25 ± 12 AU — >60 AU | 25 ± 12 AU — >60 AU   | 25 ± 12 AU — >60 AU | 25 ± 12 AU — >60 AU | —    | —    |